# Alex Christian Jones
Alex Jones (06 de septiembre de 1996) es un actor estadounidense nacido en Birmingham, Alabama;. Conocido por interpretar el papel de Eddie en la serie de Disney XD Los Guerreros Wasabi.

## Vida y carrera
Nacido Birmingham, Alabama, Jones hizo su gran debut actuando de Ruben Studdard "Flying Without Wings" video musical. Sus créditos teatrales incluyen papeles en "La Bella y la Bestia", "El mago de Oz", "Alice in Wonderland" y "Barnstormer" en Red de Birmingham Mountain Theatre Company.
Jones casi perdió su audición para "Kickin 'It". Después de que su agente envió una cinta de Disney, él y su madre voló a Los Ángeles para reunirse con los ejecutivos de casting, pero eran tres horas de retraso debido a todos los retrasos en los vuelos que se encontraban. Dividiendo su tiempo entre Birmingham y Los Ángeles, Alex vive con sus padres y hermana menor de Alexis. Un ávido aficionado trivia, Jones le gusta cantar y jugar juegos de video. Él ha hecho un montón de amigos en el set, pero aún se mantiene en contacto muy bueno con sus amigos cerca de su casa. 

## Kickin' It
En esta serie Alex Jones interpreta a eddie es un Guerrero Wasabi, es muy dulce y desea permanecer en el anonimato. Tocaba el violonchelo, pero lo odia y lo deja. Su madre quería apuntarlo a una academia de danza, pero él lo desprecia. Él es muy glotón y no quiere demasiado a su abuela. Es cinturón naranja. Él no estará presente a partir de la tercera temporada.

## Filmografía
| Televisión | Televisión           | Televisión  | Televisión                 |
| Año        | Título               | Personaje   | Notas                      |
| ---------- | -------------------- | ----------- | -------------------------- |
| 2012       | Disney 365           | El mismo    | Documental                 |
| 2011-2013  | Los Guerreros Wasabi | Eddie Jones | Coprotagonista (temp. 1-2) |

- Datos: Q5665987